# Arataca

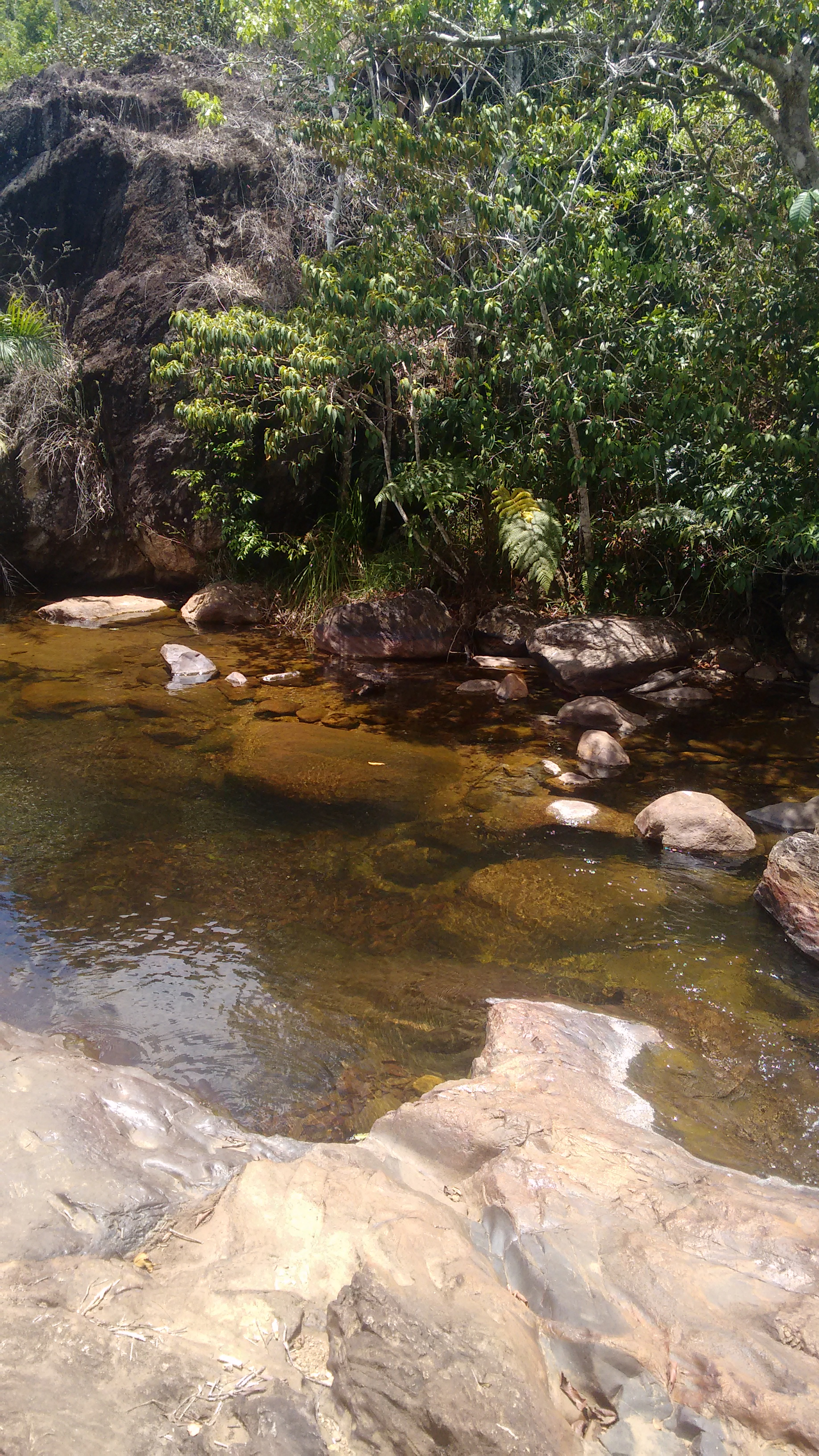
Região do Javí - Zuza

Arataca é um município brasileiro no interior e sul do estado da Bahia.

## Geografia
Sua população estimada pelo IBGE em 2021 era de 10 904 habitantes. Já chegou a ter cerca de 18 000 habitantes no auge do ouro da Bahia (cacau). O município foi desmembrado da cidade de Santo Antônio da Barra de Una (Una-BA) em 9 de maio de 1985.

## História
Distrito criado com a denominação de Xapuri, pelo Decreto estadual nº 8.045, de 23 de abril de 1932, subordinado ao município de Una. Em divisão administrativa referente ao ano de 1933, o distrito de Xapuri, figura no município de Una. Assim permanecendo no quadro fixado para vigorar no período de 1939-1943. Pelo Decreto-Lei estadual nº 141, de 31 de dezembro de 1943, retificado pelo Decreto estadual nº 12.978, de 1º de junho de 1944, o Distrito de Xapuri tomou a denominação de Arataca. Em divisão territorial datada de 1º de julho de 1960, o distrito de Arataca (ex-Xapuri), figura no município de Una. Assim permanecendo em divisão territorial datada de 1º de janeiro de 1979. Elevado à categoria de município com a denominação de Arataca, pela Lei estadual nº 4.442, de 9 de maio de 1985, desmembrado de Una. Sede no antigo distrito de Arataca. Constituído de 2 distritos: Anurí e Itatingui, ambos desmembrados de Una. Instalado em 1º de janeiro de 1986. Em divisão territorial datada de 1988, o município é constituído de 2 distritos: Anurí e Itatingui. Assim permanecendo em divisão territorial datada de 2007.

## Parque Nacional Serra das Lontras
A Região onde se localiza o município de Arataca é caracterizada pelo tradicional cultivo de cacau em cabruca, um sistema agroflorestal que favorece a biodiversidade por estar associado a áreas de Mata Atlântica nativa.
A região apresenta um histórico de desenvolvimento econômico desde o século XIX, ligado ao cultivo e ao comércio do cacau que marcou a ocupação do solo, a sociedade e a cultura locais até os dias de hoje. Entre as décadas de 1930 e 1980, o Sul da Bahia foi o maior produtor de cacau do mundo.
As cabrucas, que são formas tradicionais de cultivo do cacau sob a sombra de árvores nativas, representam, além do seu valor social e histórico, uma forma de cultivo compatível com a conservação da biodiversidade nessa paisagem.[carece de fontes?]
Em razão da crise do cacau, os produtores foram pressionados a substituir suas cabrucas por cultivos mais agressivos que degradam a paisagem florestal e ameaçam a biodiversidade local.[carece de fontes?]
O Parque Nacional Serra das Lontras, criado por decreto S/N, pelo então presidente Luiz Inácio "Lula" da Silva, em 11 de junho de 2010, possui uma área de 11.336 ha. Está localizado no Sul da Bahia e é formado por área compreendida pelos municípios de Arataca, São José da Vitória e Una, sendo que a maior parte desse Parque está localizado no município de Arataca, que está localizado ha 480 km de Salvador.
Em 2012, a gestão do Parna junto com o ICMBio garantiu a instalação de 11 placas de sinalização em seus limites.[carece de fontes?]
O Parque Nacional Serras das Lontras, conta com vários atrativos turísticos como a região do Javi e Quati, com elevações que chegam a mil metros de altitude e abrigam raras formações de florestas de altitude. Nos últimos anos, foram descobertas novas espécies de aves e plantas no local.
Considerando a importância ecológica e as pressões existentes na Serra das Lontras, a Sociedade para a Conservação das Aves do Brasil - SAVE Brasil (www.savebrasil.org.br/) definiu a área como prioritária de atuação e contribui, desde 2000, para a conservação da Mata Atlântica na região. A região abriga um dos maiores mananciais de água da região cacaueira, abastecendo as cidades de Una e São José da Vitória. O Parna presenta grande potencial para ecoturismo pela beleza cênica e proximidade à BR-101.
Veja:
- Lista de Parques Nacionais no Brasil

## Sobre o parque
| Esfera Administrativa: Federal                                                                                                  |
| Estado: Bahia |
| Município: Arataca, São José da Vitória e Una                                                                                   |
| Categoria: Parque |
| Bioma: Mata Atlântica |
| Área: 11.336 hectares |
| Diploma legal de criação: Criado em 11 de junho de 2010.                                                                        |
| Coordenação regional / Vinculação: Parna federal, órgão gestor ICMBio (Instituto Chico Mendes de Conservação da Biodiversidade) |

Possui rica diversidade, e se encontra espécies muito raras de mamíferos, como o macaco-prego-do-peito-amarelo e o mico-leão-de-cara-dourada. Provavelmente, ocorre o muriqui-do-norte, espécie quase extinta no estado da Bahia. Provavelmente, a onça-pintada também utiliza áreas de floresta dentro do parque. A área é uma das últimas com tamanho suficiente para proteger espécies de mamíferos de grande e médio porte na Mata Atlântica baiana.
Lista de Espécies Ameaçadas protegidas nesta Unidade de Conservação
| - Acrobata                                          |
| - Amadonastur lacernulatus (Gavião-Pombo)           |
| - Amazona rhodocorytha (Chauá)                      |
| - Carpornis melanocephalus                          |
| - Cichlopsis leucogenys (Sabiá-Castanho)            |
| - Harpia harpyja (Harpia)                           |
| - Iodopleura pipra (Anambezinho)                    |
| - Myrmotherula minor (Choquinha-pequena)            |
| - Myrmotherula urosticta Choquinha-de-rabo-cintado) |
| - Phylloscartes beckeri                             |
| - Pyrrhura cruentata (Tiriba-grande)                |
| - Sporophila falcirostris (Cigarra-verdadeira)      |
| - Sporophila frontalis (estalador)                  |
| - Thalurania watertonii                             |
| - Thripophaga macroura                              |
| - Touit melanonotus (Apuim-de-costa-preta)          |
| - Touit surda (Apuim-de-cauda-amarela)              |
| - Xipholena atropurpurea                            |

| - Preguiça-de-coleira                    |
| - Callicebus melanochir(macaco-novo)     |
| - Chaetomys subspinosus (Ouriço-preto)   |
| - Leontopithecus chrysomelas (mico-leão) |
| - Puma concolor (Suçuarana)              |
| - Sapajus xanthosternos (Macaco-prego)   |

| - Aechmea gustavoi            |
| - Baptistonia truncata        |
| - Trichopilia santoslimae     |
| - Begonia itaguassuensis      |
| - Canistrum camacaense        |
| - Canistrum montanum          |
| - Heteropterys bullata        |
| - Hirtella santosii           |
| - Houlletia brocklehurstiana  |
| - Huberia carvalhoi           |
| - Licania belemii             |
| - Paralychnophora bicolor     |
| - Portea nana                 |
| - Solanum bahianum            |
| - Solanum restingae           |
| - Brachionidium restrepioides |
| - Davilla macrocarpa          |
| - Euterpe edulis              |
| - Hiraea bullata              |
| - Inga grazielae              |
| - Octomeria geraensis         |

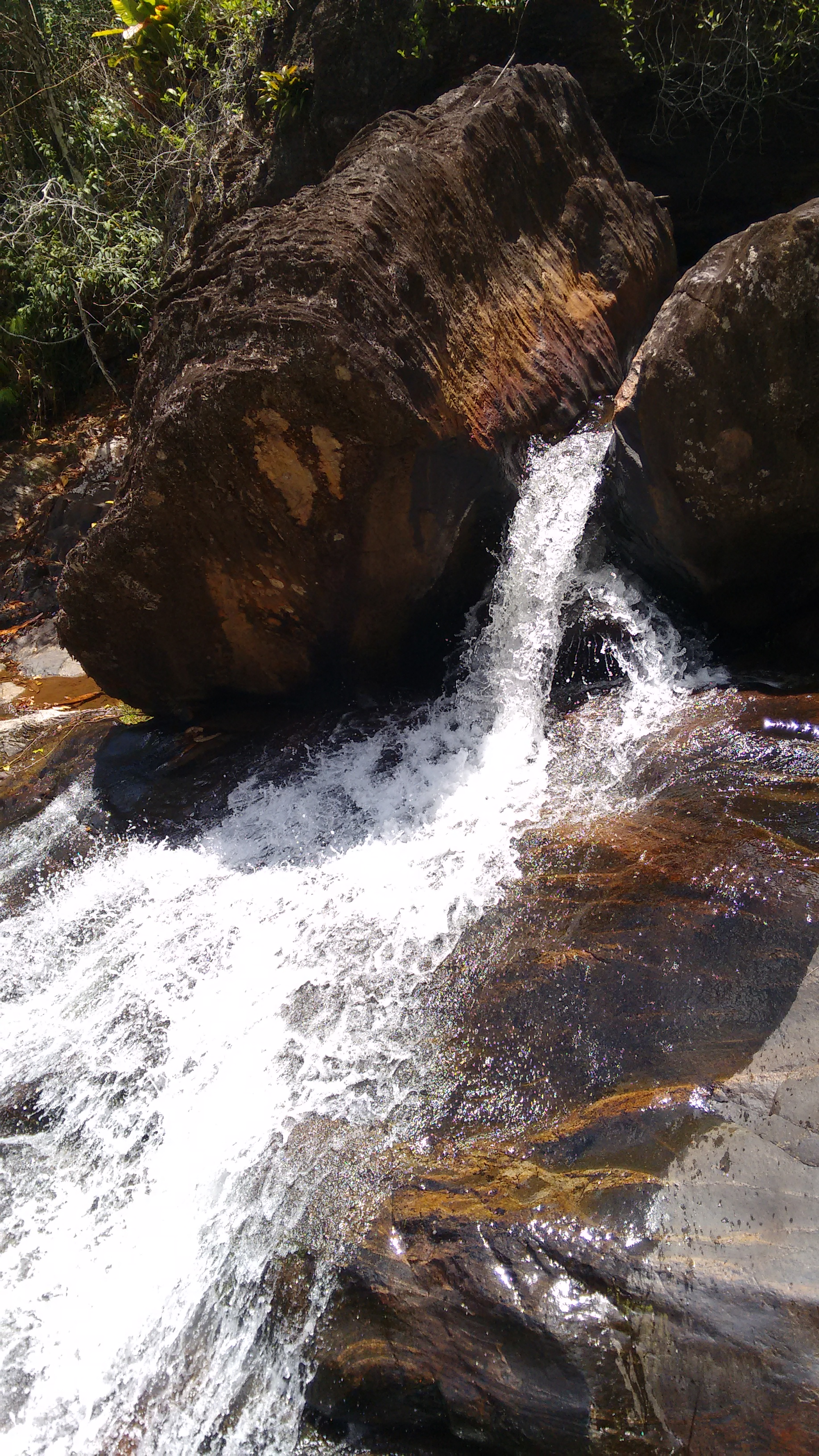
Cachoeira do Zuza - Região do Javí

Sem dúvida, além da fauna e flora bastante abrangente e diversificada com exemplares endêmicos, a água do PNSL merece destaque. Estudos foram feitos e foram contatados que a área do Parque contém “grande quantidade de nascentes e córregos que abastecem algumas dezenas de milhares de habitantes, nas sedes e distritos municipais de quatro cidades.”
Os resultados do projeto "Aliança das Águas" aponta que “a qualidade da água é muito boa, sendo pouco salina, rica em oxigênio, baixa acidez e muito pouco turva. Mesmo nos períodos de baixas vazões, os rios amostrados são responsáveis por pelo menos 972 litros de água a cada segundo. Estes valores aumentam para 7.317 litros de água a cada segundo nos períodos de cheias. É importante lembrar que estes volumes de água são utilizados por um grande número de pessoas para suas necessidades. A grande quantidade e a boa qualidade das águas dos rios amostrados é resultado da mata ainda preservada da área do Parque Nacional da Serra das Lontras sendo, portanto, importante que esta área permaneça preservada e protegida, para assegurar que hoje, e no futuro, muitas pessoas possam ter a garantia de poder continuar a ter acesso a este precioso liquido”.
Os usos do solo presentes na Zona de Amortecimento (ZA), ou entorno, do Parque e no território da Unidade de Conservação (UC) podem ser agrupados em três grandes classes principais. Floresta Primária: Essa classe é caracterizada pela presença densa de remanescentes florestais em estágio avançado de regeneração. Pesquisadores publicaram uma lista preliminar com 900 espécies e seus dados mostram que essa região abriga os mais significa vos remanescentes de floresta ombrófila densa montana no sul da Bahia (Amorim et al., 2009, Two new Species of Quesnelia (Bromeliaceae: Bromelioideae) from the Atlanc Rain Forest of Bahia, Brazil. Bri$onia 61(1): 14-21.). Além da floresta esta classe inclui ainda algumas cabrucas abandonadas com mais de 150 anos. Floresta Secundária: Essas representam as áreas em processo de recuperação da mata original e também os cultivos de seringa e as cabrucas (sistema tradicional de cultivo de cacau sombreado). Agricultura/Pasto: Nessa classe são representadas as áreas com atividades agrícolas e outros usos antrópicos, como pastagens e áreas abertas.